# Bulbophyllum densibulbum
Bulbophyllum densibulbum là một loài phong lan thuộc chi Bulbophyllum.